# Street Dancer 3D
Street Dancer 3D es una película de baile hindú lanzada en el 2020, está hecha en lengua hindi, dirigida por Remo D' Souza. Fue producida por Bhushan Kumar, Krishan Kumar y Lizelle D'Souza bajo las marcas T-Series y Remo D'Souza Entertainment. Las estrellas de la película son Varun Dhawan, Shraddha Kapoor, Prabhu Deva y Nora Fatehi. Su música está compuesta por Sachin@–Jigar, Tanishk Bagchi, Badshah, Gurú Randhawa, Gurinder Seagal y Harsh Upadhyay, y distribuido bajo la marca T-Series. La historia explora una competición de baile entre algunos bailarines indios y Pakistaníes.
Originalmente planeado como secuela a Disney ABCD 2 (2015), la película fue sacada del título debido a la salida de Disney de la producción de la película india, y fue, en cambio, rebautizada a su título actual después de que Bhushan Kumar asumió el cargo de productor. La filmación inició en febrero del 2019 en Punjab, luego se movió a Londres y fue concluida en julio de 2019. Fue lanzado en India el 24 de enero de 2020.

## Sinopsis
Se trata de una epopeya de baile basada en múltiples estilos de baile y la unidad que se produce entre dos grupos diferentes por una causa común. Ambientada en Londres, la película trata sobre 2 grupos de baile rivales de India y Pakistán, que han estado compitiendo entre sí cada vez que se encuentran, ya sea en un café o en una batalla callejera subterránea, hasta que finalmente se dan cuenta de que provienen de tienen las mismas raíces y tienen el propósito común de defender a su gente del subcontinente asiático. Como trasfondo de todo ello, está la competencia mundial de danza, la película muestra cómo estos concursantes se mantienen fuertes en contra de viento y marea.

## Reparto
- Varun Dhawan como Sahej.
- Shraddha Kapoor como Inayat.
- Prabhu Deva como Carnero Prasad.
- Nora Fatehi como Nora.
- Aparshakti Khurana como Amrinder.
- Punit Pathak como Inder.
- Salman Yusuff Khan como Zayn.
- Raghav Juyal como Poddy.
- Dharmesh Yelande como D.
- Sushant Pujari como Shushi.
- Sonam Bajwa como Pammi.
- Vartika Jha como Samaira.
- Murli Sharma como Reino Unido Cop.
- Upasana Singh como la madre de Pammi.
- Zarina Wahab como la madre de Amrinder.
- Umair Asanti Khalil como Faris Inayat.
- Manoj Pahwa como Chabda.
- Pavan Rao como Fahad.
- Sushant Khatri como Chotu.
- Pravin Bhosle como Pravin.
- Shashank Dogra como Aamir.
- Nivedita Sharma como Nivi.
- Prashant Shinde como Sam.
- Bhupendra Singh como Omar.
- Pravin Shinde como Naussef.
- Sheetal Perry como Perry.
- Vinay Khandelwal como Faiz.
- Chandani Shrivastava como Chandani.
- Francis Roughly como Mac.
- Caroline Wilde como Aisha.
- Adriano Gal como Alex.
- Jai Hickling como Jai.
- Jesus Soria Antolin como Bboy.
- Sanam Johar
- Sammy John Heaney
- Nivedita Sharma
- Michael Lumb
- Hiten Patel
- Raj Gohil como el hermano mayor de Inayat.
- Victoria Rose Wilson

## Producción
La primera locación de la película se rodó en Punjab con Dhawan, Bajwa y Khurana. Más tarde, la segunda locación tuvo lugar en Londres con el resto del equipo, incluidos Kapoor y Fatehi. Katrina Kaif fue la elección original para el papel principal, pero optó por no participar, y mucho más tarde, Kapoor se unió al elenco. Durante el calendario de grabaciones de mayo, sufrió un espasmo muscular. La película terminó el 26 de julio de 2019.

## Marketing y distribución
Inicialmente, el estreno de la película estaba programado para el 8 de noviembre de 2019, pero se adelantó porque no podría llamarse ABCD 3, debido a problemas de derechos de autor.
Un primer cartel de Dhawan en la película fue descubierta el 27 de mayo, con fecha de lanzamiento. En el cartel, se mostró que la película sería lanzada el 24 de enero de 2020 para coincidir con la semana de día de la República en India.
El 18 de diciembre de 2019, el tráiler oficial de la película fue lanzado por T-Series.
Respuesta de la crítica
La película ha recibido respuesta mixta de los críticos y la audiencia

## Banda sonora
La música de la película estuvo compuesta por Sachin@–Jigar, Tanishk Bagchi, Badshah, Gurú Randhawa, Gurinder Seagal y Harsh Upadhyay mientras las letras fueron escritas por Kumaar, Priya Saraiya, Gurú Randhawa, Badshah, Sachin@–Jigar, Tanishk Bagchi, Vayu, IP Singh, Bhargav Purohit, Kunaal Vermaa, Garry Sandhu, Shabbir Ahmed, Rajasri, Sameer Anjaan, Milind Gaba y Asli Gold.
La canción "Muqabla" de la película Kadhalan, el cual estuvo nombrado en hindi como Humse Hai Muqabla, fue originalmente compuesta por A. R. Rahman, las letras por Vaali en Tamil y P.K. Mishra en hindi y cantado por Mano y Swarnalatha, y entonces estuvo recreado por Tanishk Bagchi. Una versión de la canción era inicialmente utilizado para promover ABCD: Any Body Can Dance.
La tercera canción "Illegal Weapon 2.0" es un remake del sencillo punjabi "Illegal Weapon" con Jasmine Sandlas y Garry Sandhu, que fue recreado por Bagchi.
La sexta canción "Hindustani" es un remake del "Suno Gaur Se Duniya Walo" era originalmente compuesto por Shankar@–Ehsaan@–Loy, letras por Sameer Anjaan y cantados por Shankar Mahadevan, Udit Narayan, Mahalakshmi Iyer, Domnique, y entonces estuvo recreado por Duro Upadhyay.

## Recaudación
Bailarín de calle 3D ganó ₹10.26 crore de taquilla en su día de apertura. En el segundo día, la película recogió ₹13.21 crore. En el tercer día, la película recogió ₹17.76 crore, recaudando un total de ₹41.23 crore, en su primera semana de lanzamiento.
A 2020  de febrero del  5, con una recaudación de ₹83.58 crore en India y ₹13.07 en el extranjero, la película ha recaudado ₹96.65 crore.